# دهستان اناج
دهستان اناج یکی از دهستان‌های بخش قره‌چای شهرستان خنداب استان مرکزی ایران است.